# Mayflower (remorqueur)
Pour les articles homonymes, voir Mayflower (homonymie).
Le Mayflower est un remorqueur à vapeur de 1861, du port de Bristol et considéré comme le plus vieux remorqueur du monde toujours à flot.

Il est préservé par le Bristol Industrial Museum (en) dans le port de Bristol.

Il est enregistré comme bateau du patrimoine maritime du Royaume-Uni par le National Historic Ships UK en 1996 et au registre de la National Historic Fleet.

## Histoire
Il a été construit par le chantier naval GK Stothert & Co issue de la société d'ingénierie Stothert & Pitt (en) à Bath  pour servir sur le canal de Gloucester à Sharpness et sur la rivière Severn. Il remorquait des trains de petits voiliers tels que des cargos à voiles et des ketchs, et, après la construction de nouveaux quais à Sharpness dès 1874, des steamers. À la fin des années 1890, pouvant naviguer en mer, il a été modifié pour la rendre plus approprié au canal de Bristol. Le vieux moteur monocylindre a été remplacé en 1899 par un nouveau moteur et chaudière W.Sisson & Co. de Gloucester. Le poste de pilotage, qui était précédemment derrière la cheminée, a été déplacé vers l'avant avec un abri plus important.  Il a repris son travail habituel et en plus à l'embouchure de la rivière Wye. 
Vers 1907, la Compagnie du Canal a décidé de travailler aussi sur l'amont de la rivière Severn de Gloucester à Worcester. En 1909, Mayflower a été de nouveau modifié pour lui permettre de passer sous les ponts fixes et  capable de travailler de Worcester à Chepstow jusqu'à la fin de sa vie professionnelle. En 1922, il a été de nouveau modifié par une élévation du pont de 30 cm facilement.  
À la fin des années 1930, une timonerie en bois a remplacé l'abri de direction. En 1948, la British Waterways a pris le contrôle du canal et fait des efforts pour moderniser la flotte de remorqueurs. Tous les remorqueurs ont été soit mis au rebut ou remotorisés par des moteurs diesel, sauf Mayflower qui était trop vieux pour une refonte. Il a alors servi au remorquage des barges de boue lors des dragages de canal.

Lors 1962-1963, le canal gelant et les remorqueurs diesel ayant des difficultés à travailler, Mayflower a été appelé à la rescousse. Enfin en 1967, la British Waterways a vendu le Mayflower pour la ferraille.

## Sauvetage
Le Mayflower a été sauvé de la démolition par Mr. Anthony H. Barrett lors de la vente aux enchères en créant un consortium avec deux ingénieurs de Walsall. Amarré aux docks de Gloucester, une restauration des moteurs a été réalisée. À la fin des années 1970, le Mayflower a été vandalisé et a coulé à quai. Son renflouement a nécessité une forte somme d'argent et, à cause de la crise financière, son propriétaire s'en est séparé en 1981.

Remis en vente aux enchères, le Mayflower est acquis par le Bristol Museum et remorqué vers son lieu de naissance. Au cours des six années suivantes, le Mayflower a été restauré par une équipe de bénévoles, et a navigué de nouveau à partir de 1987. Il navigue les mois d'été dans le port de Bristol en transportant des visiteurs.

On a célébré le 150e anniversaire du Mayflower en mai 2011.